# Isenburg

Stemma della famiglia di Isenburg secondo il GHdA

La nobile famiglia Isenburg, nota anche come Ysenburg, è una famiglia nobile i cui inizi risalgono all'XI secolo. Sede ancestrale della famiglia era Isenburg nei pressi di Isenburg (Westerwald) in quello che oggi è il circondario di Neuwied. Nel 1376 gli Ysenburg riuscirono a far valere i loro diritti sulla contea di Büdingen (nell'odierno distretto di Wetterau), che avevano acquisito con il matrimonio. I successori divennero conti imperiali nel 1442 e furono, tra gli altri, anche burgravi di Gelnhausen (nell'odierno circondario del Meno-Kinzig).
La contea di Isenburg (fino al 1744 Isenburg o Ysenburg, dopo di che solo la linea Birstein con la "I") raggiunse la sua massima estensione nel XVIII secolo. Comprendeva parti dell'attuale distretto del Meno-Kinzig e del distretto di Wetterau nella parte settentrionale e del distretto e della città di Offenbach nella parte meridionale. Le linee Isenburg-Limburg e Isenburg-Kempenich, che furono fondate da Reginbaldo di Isenburg, si ramificarono più volte (Nieder-Isenburg). Per matrimonio, gli Ysenburg acquisirono il dominio di Büdingen e di altre zone nel sud-est di Wetterau (Alto Isenburg). Come conti e principi immediati dell'impero, le varie linee degli Ysenburg/Isenburg appartenevano all'alta nobiltà.

## Rami

### Nieder-Isenburg
- Isenburg[2], diviso nel 1137 in:
  - Isenburg, poi Isenburg-Braunsberg, diviso intorno al 1210 in:
    - Isenburg-Wied (fino al 1454, poi per matrimonio con i signori di Runkel)
    - Nieder-Isenburg, diviso nel 1502 in
      - Isenburg-Grenzau (1502–1664) (estinto nel 1664)
      - Isenburg-Neumagen (nel 1554 per matrimonio con i conti di Sayn)

  - Isenburg-Kempenich (1197–1424)
  - Isenburg-Limburg (dal 1137), diviso nel 1146 in
    - Isenburg-Covern (1146–1260)
    - Isenburg-Grenzau (dal 1146), diviso nel 1287 in
      - Isenburg-Arenfels (fino al 1371, poi per matrimonio con Isenburg-Wied)
      - Isenburg-Cleberg, diviso nel 1340 in
        - Isenburg-Grenzau (fino al 1439)

### Ober-Isenburg
- Isenburg-Büdingen (dal 1340, conte imperiale nel 1442), suddivisa nel 1511:
  - Isenburg-Ronneburg (estinto nel 1601)
  - Isenburg-Birstein (dal 1511) diviso nel 1628/31:
    - Isenburg-Offenbach (dal 1631) diviso nel 1685 in:
      - Isenburg-Offenbach (estinto neò 1718)
      - Isenburg-Birstein diviso nel 1711 in:
        - Isenburg-Birstein, principato dal 1744, da allora " Isenburg" con la I, dal 1920 solo Isenburg (fino ad oggi), principato 1806-1815 nella Confederazione del Reno
        - Isenburg-Philippseich (fino al 1920 Conti di Ysenburg e Büdingen in Philippseich)

    - Isenburg-Büdingen (dal 1628) diviso nel 1685 in:
      - Isenburg-Büdingen-Büdingen, dal 1840 Fürsten zu Ysenburg und Büdingen in Büdingen (fino al 1941, estinto nel 1965)
      - Isenburg-Wächtersbach, dal 1865 (fino al 1941) Fürsten zu Ysenburg und Büdingen in Wächtersbach, dal 1941 (ad oggi) Fürsten zu Ysenburg und Büdingen
      - Isenburg-Meerholz (estinto nel 1929, fino al 1929 Grafen zu Ysenburg und Büdingen in Meerholz)
      - Isenburg-Marienborn (estinto nel 1725)

## Sovrani di Isenburg

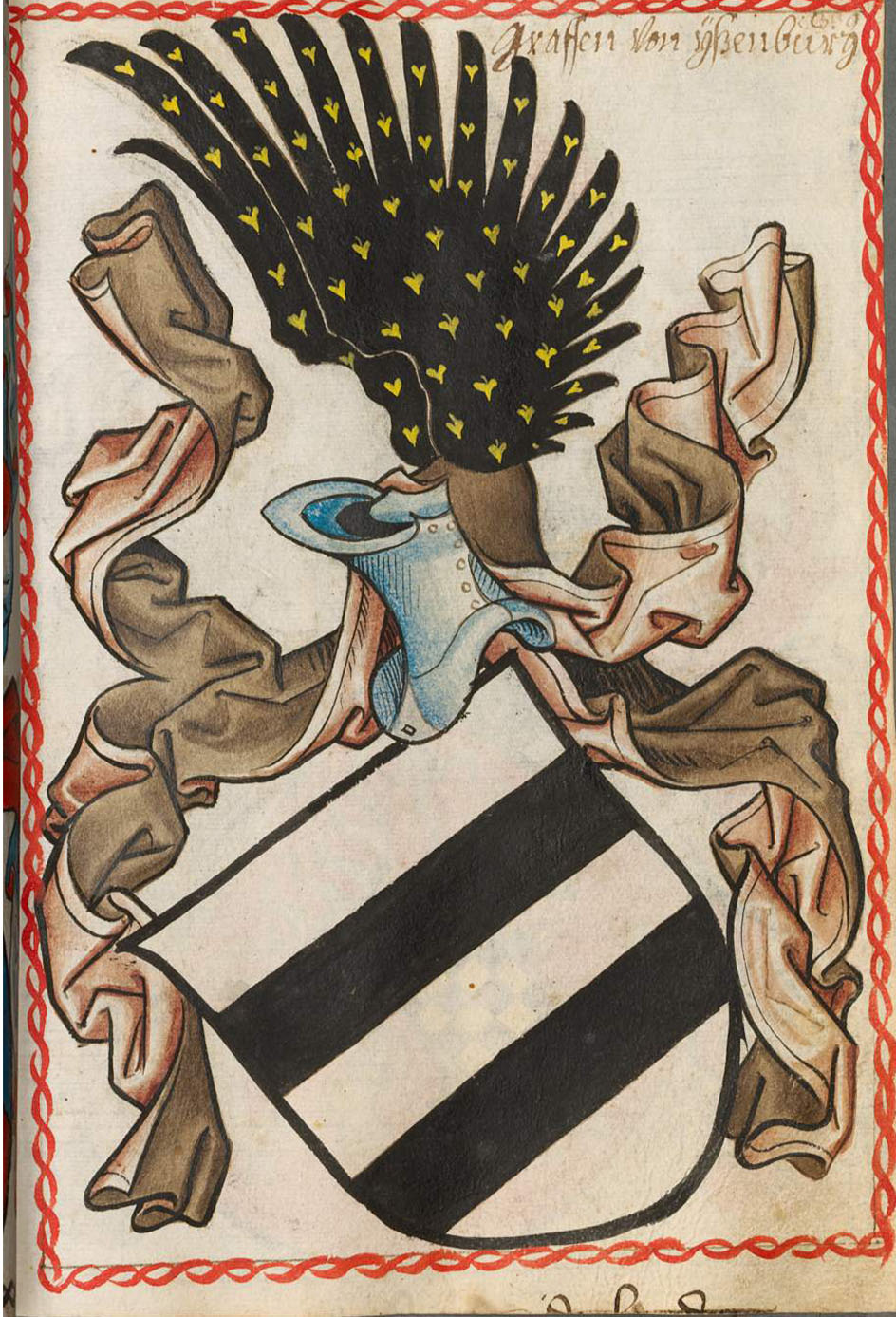
Stemma dei conti di Isenburg
Scheiblersches Wappenbuch 1450–1480

### Conti di Isenburgin Büdingen(seit 1340)
- 1340–1378 Enrico II di Isenburg in Büdingen, (* c.1300; † 1379) (figlio di Lotario di Isenburg-Cleeberg, † 1340/41)
- 1378–1395 Giovanni I di Isenburg in Büdingen, (* c.1325/39, † 1395), (figlio di Enrico II. in Büdingen)
- 1395–1408 Giovanni II di Isenburg in Büdingen, (* 1360; † 1408), (figlio di Giovanni I in Büdingen)
- 1408–1461 Teodorico I di Isenburg in Büdingen, conte dal 1442, (figlio di Giovanni II di Isenburg in Büdingen)
- 1461–1511 Ludovico II di Isenburg in Büdingen, (figlio di Teodorico I di Isenburg in Büdingen)

Divisione dell'eredità tra i conti Isenburg e Büdingen (Giovanni V) e fino al 1601 i conti di Ronneburg (Filippo I, poi suo figlio Antonio di Isenburg-Büdingen-Ronneburg)

### Conti di Isenburg e Büdingenzu Ronneburg(1511–1601)
- 1511–1526 Conte Filippo di Isenburg-Büdingen-Ronneburg (* 1467, † 1526), (figlio di Ludovico II di Isenburg in Büdingen)
- 1518–1560 Conte Antonio di Isenburg-Büdingen-Ronneburg (* 1501, † 1560), (figlio di Filippo I di Isenburg-Büdingen-Ronneburg)
- 1560–1566 governo congiunto dei tre figli di Antonio, Giorgio, Volfango ed Enrico, poi divisione:
- 1566–1577 Conte Giorgio di Ysenburg-Ronneburg (* 1528, † 1577), (figlio di Antonio di Isenburg-Büdingen-Ronneburg)
- 1566–1597 nella regione di Kelsterbach: Conte Volfango di Ysenburg-Ronneburg (* 1533, † 1597), (figlio di Antonio di Isenburg-Büdingen-Ronneburg)
- 1566–1597 nell'area di Ronneburg, poi su tutta la contea fino alla sua morte: Conte Enrico di Ysenburg-Ronneburg (* 1537, † 1601), (figlio di Antonio di Isenburg-Büdingen-Ronneburg)

dopodiché passaggio dei domini agli Ysenburg e Büdingen in Birstein

### Conti di Isenburg e Büdingenzu Birstein(1511–1633)
- 1511–1533 Conte Giovanni V di Isenburg (Ysenburg) e Büdingen in Birstein, (figlio di Ludovico II di Isenburg in Büdingen)
- 1533–1596 Conte Filippo II di Isenburg-Büdingen in Birstein, (figlio di Giovanni V di Isenburg e Büdingen in Birstein)
- 1596–1633 Conte Volfango Ernesto I di Isenburg-Büdingen in Birstein, burgravio di Gelnhausen (* 1560; † 1633), (figlio di Filippo II di Isenburg-Büdingen in Birstein)

Suddivisione dell'eredità tra i conti di Isenburg-Büdingen in Büdingen e conti di Isenburg-Büdingen in Offenbach.

### Conti di Isenburg-Büdingenin Offenbach(1633–1718)
- 1633–1635 Conte Volfango Enrico di Isenburg-Büdingen in Offenbach und Dreieich, (* 1588; † 1635), (figlio di Volfango Ernesto I di Isenburg-Büdingen in Birstein)
- 1635–1685 Conte Giovanni Ludovico di Isenburg und Büdingen in Offenbach, (* 1622; † 1685), (figlio di Volfango Enrico di Isenburg-Büdingen in Offenbach und Dreieich) (per eredità a Isenburg-Birstein)
- 1685–1718 Conte Giovanni Filippo di Isenburg-Offenbach in Offenbach, (figlio di Giovanni Ludovico di Isenburg und Büdingen in Offenbach)

passaggio dei domini ai conti di Ysenburg e Büdingen in Birstein.

### Conti e principi di Isenburg e Büdingenin Birstein(1685–1918)

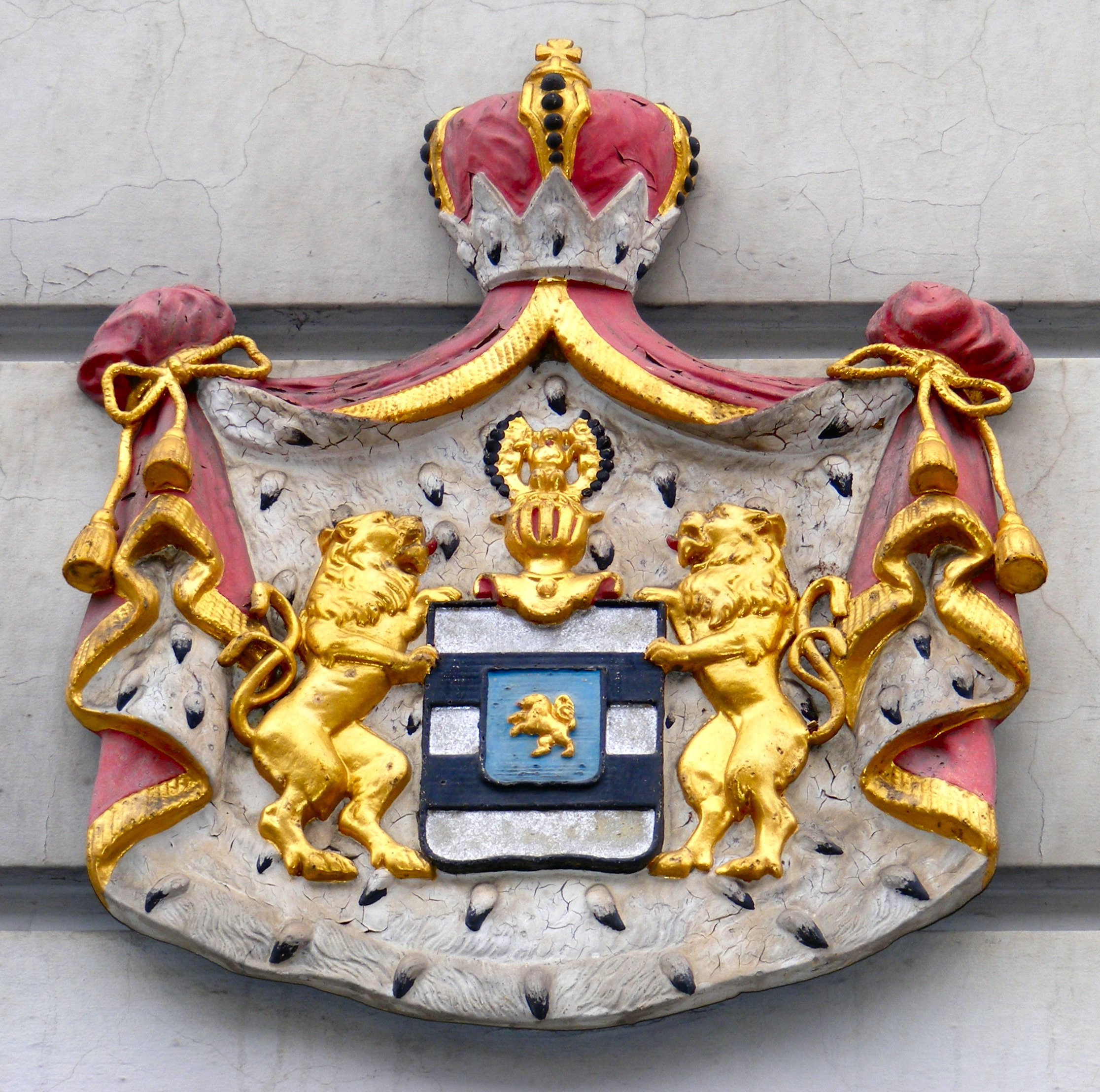
Stemma Ysenburg-Büdingen a Fulda

- 1685–1711 Conte Guglielmo Maurizio di Ysenburg e Büdingen in Birstein (* 1657; † 1711), (figlio di Giovanni Ludovico di Isenburg e Büdingen in Offenbach)
- 1711–1754 Conte Volfango Ernesto I di Isenburg e Büdingen (* 1686; † 1754), seit 23. Mai 1744 principe-(imperiale) di Isenburg e Büdingen, (figlio di Guglielmo Maurizio di Ysenburg und Büdingen in Birstein)
- 1754–1803 Principe Volfango Ernesto II di Isenburg-Büdingen-Birstein (* 1735; † 1803), (Nipote di Volfango Ernesto I, figlio di Guglielmo Emico Cristoforo di Isenburg (1708–1741))
- 1803–1820 Principe Carlo I di Isenburg e Büdingen (* 1766; † 1820), (figlio di Volfango Ernesto II di Isenburg e Büdingen)
- 1820–1866 Principe Volfango Ernesto III di Isenburg-Büdingen-Birstein (* 1798; † 1866), (figlio di Carlo di Isenburg e Büdingen)
- 1866–1899 Principe Carlo II di Isenburg e Büdingen (* 1838; † 1899), (nipote di Carlo di Isenburg e Büdingen, figlio di Vittorio di Isenburg e Büdingen (* 1802; † 1843))
- 1899–1918 Principe Francesco Giuseppe di Isenburg e Büdingen (* 1869; † 1939), dal 1913 principe di Isenburg, (figlio di Carlo II di Isenburg e Büdingen)

### Capi del casato di Isenburg (dal 1918)
- 1918–1939 Principe Francesco Giuseppe di Isenburg e Büdingen (1869; † 1939), Standesherr e capo della casa Isenburg-Birstein (dal 1913 di Isenburg; figlio di Carlo II di Isenburg-Büdingen-Birstein)
- 1939–1956 Francesco Ferdinando di Isenburg (* 1901; † 1956), (figlio di Francesco Giuseppe di Isenburg e Büdingen)
- 1956–2018 Francesco Alessandro di Isenburg (* 1943; † 2018), (figlio di Francesco Ferdinando di Isenburg)
- 2018–in carica Alessandro di Isenburg (* 1969), (figlio di Francesco Alessandro di Isenburg)

### Conti e principi di Ysenburg-Büdingenin Büdingen(1633–1918)
- 1633–1673 Conte Giovanni Ernesto I di Isenburg-Büdingen (* 1625; † 1673), (figlio di Volfango Ernesto I di Isenburg e Büdingen in Birstein)
- 1673–1693 Conte Giovanni Casimiro di Isenburg-Büdingen (* 1660; † 1693), (figlio di Giovanni Ernesto I di Isenburg-Büdingen)
- 1693–1708 Conte Giovanni Ernesto II di Isenburg-Büdingen (* 1683; † 1708), (Nipote di Volfango Ernesto I di Isenburg e Büdingen, figlio di Guglielmo Emico Cristoforo di Isenburg (1708–1741))
- 1708–1749 Conte Ernesto Casimiro di Ysenburg e Büdingen (* 1687; † 1749), (figlio di Giovanni Casimiro di Isenburg-Büdingen)
- 1749–1768 Conte Gustavo Federico di Isenburg-Büdingen (* 1715; † 1768), (figlio di Ernesto Casimiro di Ysenburg e Büdingen)
- 1768–1775 Conte Luigi Casimiro di Isenburg-Büdingen (* 1710; † 1775), (figlio di Ernesto Casimiro di Ysenburg e Büdingen)
- 1775–1801 Conte Ernesto Casimiro II di Isenburg-Büdingen (* 1757; † 1801), (nipote di Ernesto Casimiro I di Ysenburg e Büdingen, figlio di Ernesto Teodorico di Isenburg)
- 1801–1848 Conte Ernesto Casimiro III di Isenburg-Büdingen (* 1781; † 1852), (figlio di Ernesto Casimiro II di Isenburg-Büdingen), dal 1840 come
- 1840–1848 Principe Ernesto Casimiro I di Ysenburg e Büdingen, abdicò nel 1848, (* 1781; † 1852), (figlio di Ernesto Casimiro II di Isenburg-Büdingen)
- 1848–1861 Principe Ernesto Casimiro II di Ysenburg e Büdingen, (* 1806; † 1861), (figlio di Ernesto Casimiro I di Ysenburg e Büdingen)
- 1861–1906 Principe Bruno di Ysenburg e Büdingen, (* 1837; † 1906), (figlio di Ernesto Casimiro II di Ysenburg e Büdingen)
- 1906–1918 Principe Volfango di Ysenburg e Büdingen, (* 1877; † 1920) (figlio di Bruno di Ysenburg e Büdingen)

### Capi del casato di Ysenburg e Büdingenin Büdingen(seit 1918)

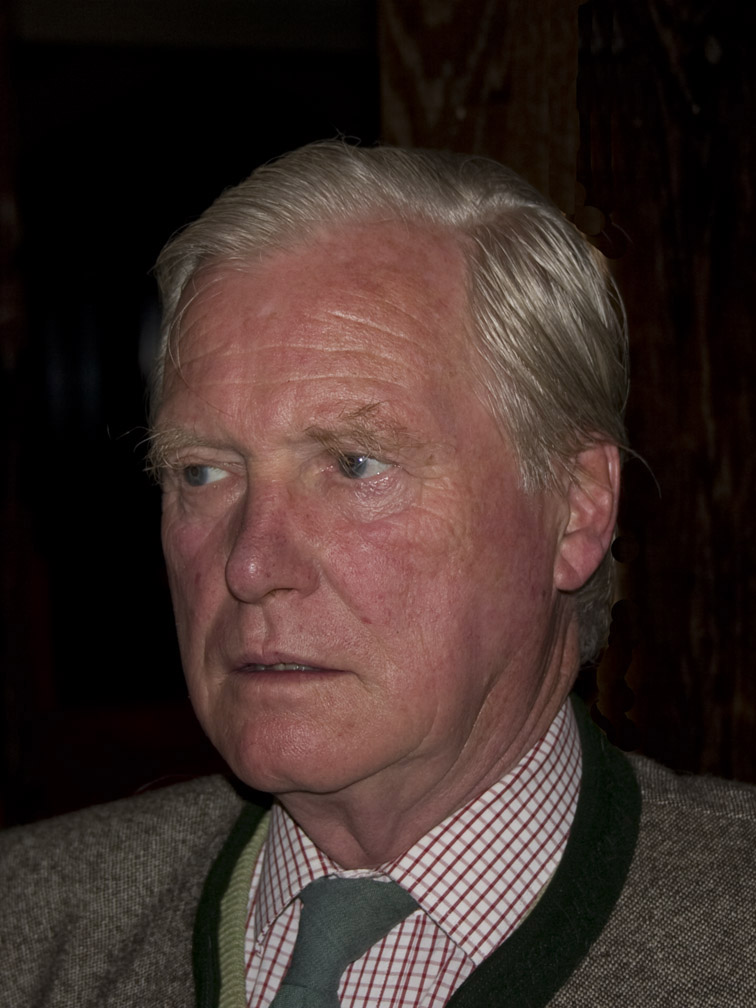
Wolfgang-Ernst zu Ysenburg und Büdingen nel 2009

- 1918–1920 Volfango, principe di Ysenburg e Büdingen in Büdingen (* 1877; † 1920), (figlio di Bruno di Ysenburg e Büdingen)
- 1920 Alfredo, principe di Ysenburg e Büdingen in Büdingen (* 1841; † 1922), rinunciato il 30 luglio 1920, (nopote di Ernesto Casimiro III(I), figlio di Gustavo (* 1813; † 1883))
- 1920–1941 Carlo Gustavo, principe di Ysenburg und Büdingen in Büdingen (* 1875; † 1941), adotta Ottone Federico di Ysenburg e Büdingen in Wächtersbach nel 1936, (figlio di Gustavo Alfredo di Ysenburg e Büdingen in Büdingen)
- 1941–1990 Ottone Federico, principe di Ysenburg e Büdingen (* 1904; † 1990), (figlio di Gustavo Alfredo di Ysenburg e Büdingen in Büdingen)
- 1990 Wolfgang-Ernst di Ysenburg e Büdingen (* 1936), (figlio di Ottone Federico di Ysenburg e Büdingen)

### Conti e principi di Ysenburg-Büdingen in Wächtersbach (1687–1918)
- 1687–1703 Conte Ferdinando Massimiliano I di Ysenburg-Wächtersbach (* 1662; † 1703), (figlio di Giovanni Ernst I. von Isenburg-Büdingen)
- 1715–1755 Conte Ferdinando Massimiliano II di Ysenburg-Wächtersbach (* 1692; † 1755), (figlio di Conte Ferdinando Massimiliano I di Ysenburg-Wächtersbach)
- 1755–1778 Conte Ferdinando Casimiro I di Ysenburg-Wächtersbach (* 1716; † 1778), (figlio di Conte Ferdinando Massimiliano II di Ysenburg-Wächtersbach)
- 1778–1780 Conte Ferdinando Casimiro II di Ysenburg-Wächtersbach (* 1752; † 1780), (figlio di Ferdinando Casimiro I di Ysenburg-Wächtersbach)
- 1780–1782 Conte Alberto Augusto di Ysenburg-Wächtersbach (* 1717; † 1782), (figlio di Ferdinando Massimiliano II di Ysenburg-Wächtersbach)
- 1782–1785 Conte Guglielmo Reinardo di Ysenburg-Wächtersbach (* 1719; † 1785), (figlio di Ferdinando Massimiliano II di Ysenburg-Wächtersbach)
- 1785–1798 Conte Adolfo I di Ysenburg-Wächtersbach (* 1722; † 1798), seit 1840, (figlio di Ferdinando Massimiliano II di Ysenburg-Wächtersbach)
- 1798–1805 Conte Ludovico Massimiliano I di Ysenburg-Wächtersbach (* 1741; † 1805), (figlio di Ferdinando Massimiliano II di Ysenburg-Wächtersbach)
- 1812–1821 Conte Ludovico Massimiliano II di Ysenburg-Wächtersbach (* 1791; † 1821), (figlio di Ludovico Massimiliano I di Ysenburg-Wächtersbach)
- 1821–1846 Conte Adolfo II di Ysenburg-Wächtersbach (* 1795; † 1859), (Sohn von Ludwig Maximilian I. von Ysenburg-Wächtersbach)
- 1846–1903 Conte Ferdinando Massimiliano III di Ysenburg-Wächtersbach (* 1823; † 1903), seit 17. August 1865 (kurhessischer) Fürst[3], (figlio di Adolfo II di Ysenburg-Wächtersbach)
- 1903–1918 Principe Federico Guglielmo di Ysenburg e Büdingen (* 1850; † 1933), (figlio di Ferdinando Mssimiliano III di Ysenburg-Wächtersbach)

### Capi del casato di Ysenburg-Büdingenin Wächtersbach(dal 1918)
- 1918–1933 Principe Federico Guglielmo di Ysenburg e Büdingen (* 1850; † 1933), (figlio di Ferdinando Mssimiliano III di Ysenburg-Wächtersbach)
- 1933–1990 Ottone Federico III, principe di Ysenburg e Büdingen (* 1904; † 1990), (Nipote di Federico Guglielmo di Ysenburg-Wächtersbach, figlio del principe ereditario Ferdinando Massimiliano di Ysenburg-Wächtersbach (1880-1927), adottato da Carlo Gustavo di Ysenburg e Büdingen in Büdingen.)
- 1990 Wolfgang-Ernst di Ysenburg e Büdingen (* 1936), (figlio di Ottone Federico III di Ysenburg und Büdingen).